# Marcelo Lipatín
Marcelo Lipatín (ur. 28 stycznia 1977) – urugwajski piłkarz występujący na pozycji napastnika.

## Kariera piłkarska
Od 1998 do 2009 roku występował w Montevideo Wanderers, Defensor Sporting, Coritiba, PAS Janina, Yokohama F. Marinos, Club América, Bari, Grêmio, CS Marítimo, CD Nacional i CD Trofense.